# CRRC Zhuzhou Locomotive
CRRC Zhuzhou Locomotive Co., Ltd. es un fabricante de locomotoras eléctricas en China. Es una de las subsidiarias de CRRC.

## Historia

### Predecesor

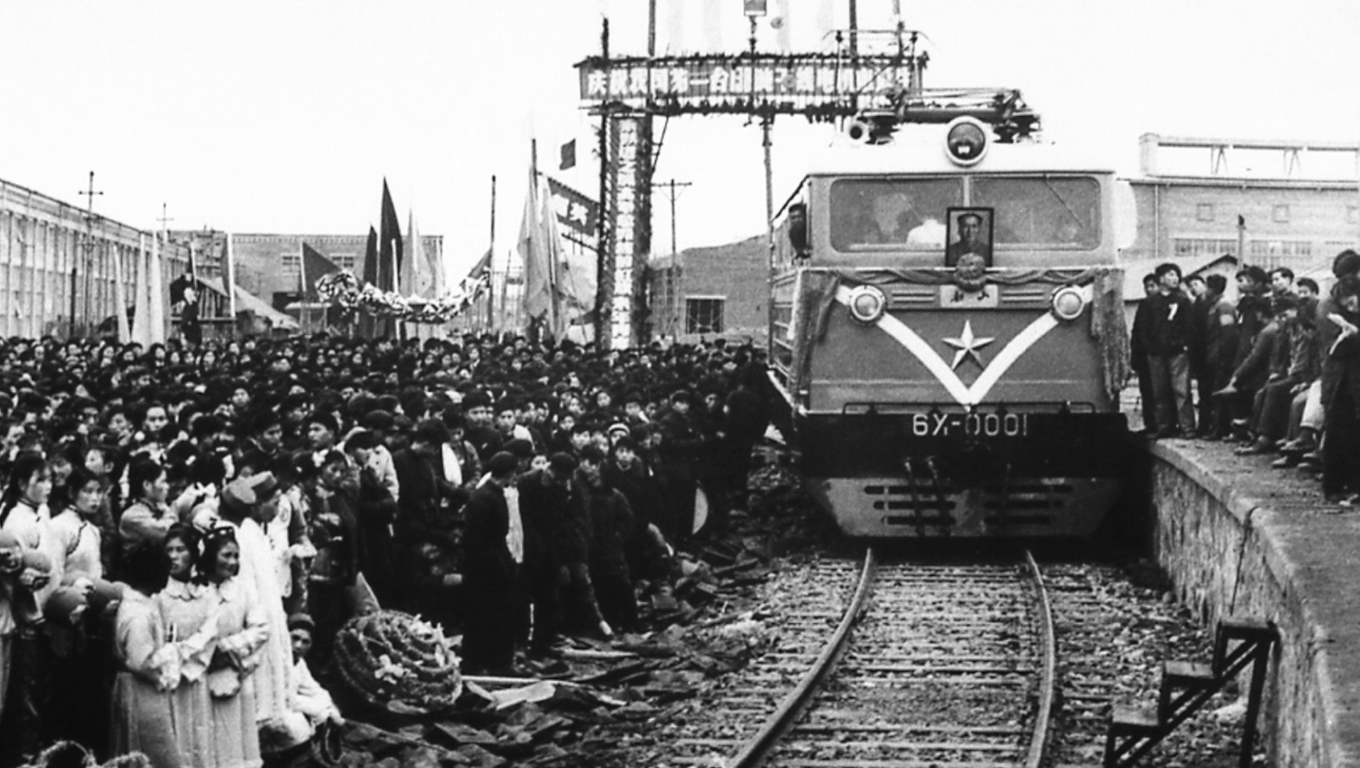
El modelo 6Y1-0001 se lanzó en 1958 como la primera locomotora eléctrica general de China.

Zhuzhou Electric Locomotive Works fue fundada en 1936.

### CRRC Zhuzhou Locomotive Co., Ltd.
El 31 de agosto de 2005, la compañía CSR Group Zhuzhou Electric Locomotive Co., Ltd. fue separada de la fábrica de locomotoras; la entidad legal original de la fábrica de locomotoras se convirtió en una sociedad de cartera intermedia solo para CSR Group. Tras la formación de CSR Corporation Limited, misma que cotizaba en bolsa, CSR Group Zhuzhou Electric Locomotive, de responsabilidad limitada, se convirtió en parte de la primera, y la sociedad de cartera intermedia permaneció sin cotizar. La sociedad limitada también cambió su nombre a CSR Zhuzhou Electric Locomotive Co., Ltd., 
En 2015, la empresa pasó a llamarse CRRC Zhuzhou Locomotive Co., Ltd. (en chino simplificado, 中车株洲电力机车有限公司; literalmente, ‘Locomotoras CRRC Zhuzhou S.L.’).

## Filiales
- CRRC Kuala Lumpur Maintenance Sdn Bhd (anteriormente conocido como CSR Kuala Lumpur Maintenance Sdn Bhd)

## Empresas conjuntas
Siemens Traction Equipment Ltd. (STEZ), es una empresa conjunta entre Siemens (50%), Zhuzhou CRRC Times Electric (30%) y CRRC Zhuzhou Locomotive (20%). Produce locomotoras eléctricas con motores y componentes de tracción de locomotoras de CA.
En septiembre de 2012, CSR Zhuzhou Locomotive acordó construir una fábrica en Batu Gajah, Malasia.
Así mismo, ha establecido diferentes empresas conjuntas con Siemens para construir vagones de metro para la Línea 3 del metro de Guangzhou y para entregar 180 nuevas locomotoras de carga basadas en el modelo HXd1 BoBo+BoBo de la familia EuroSprinter.

## Productos

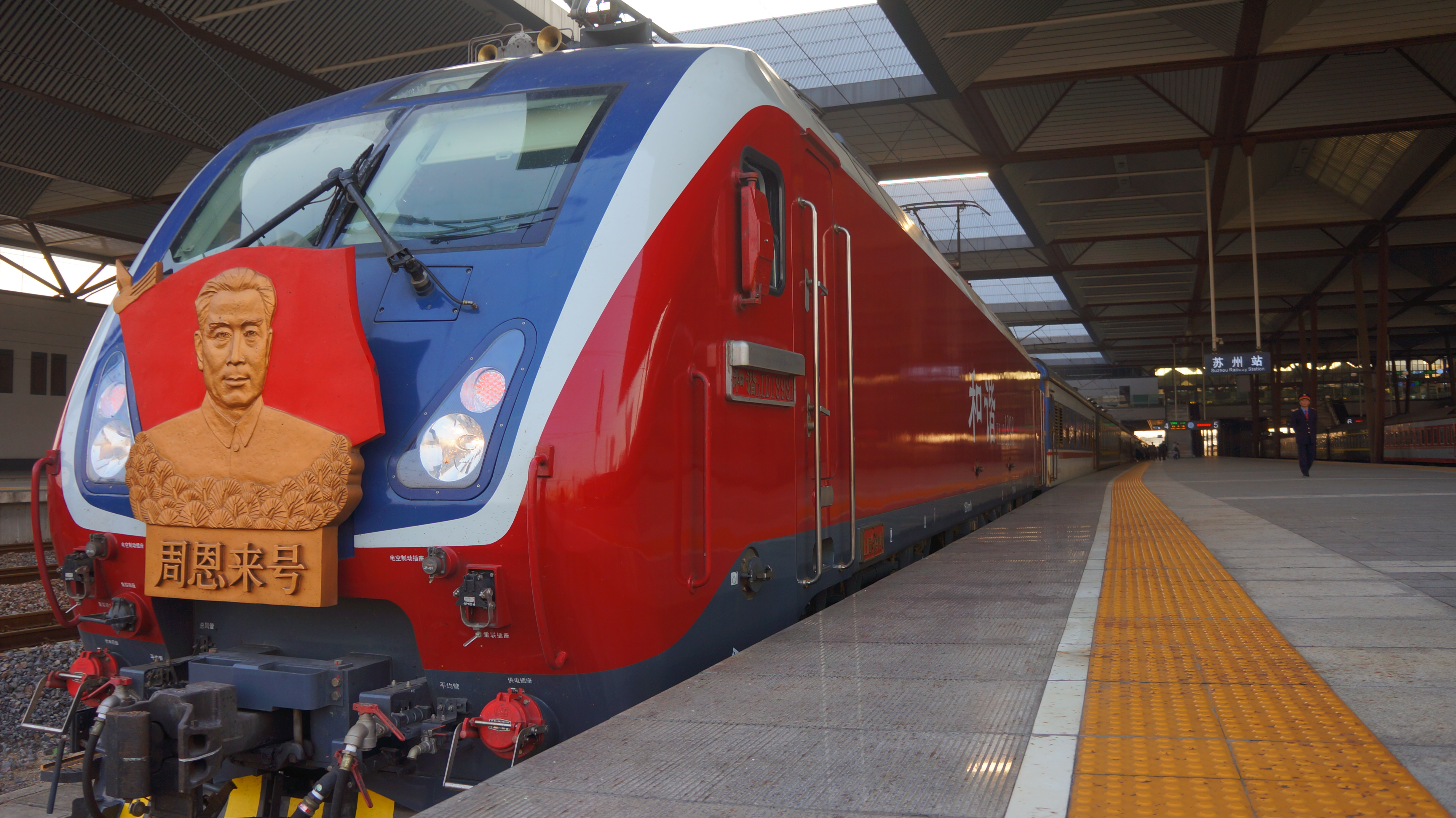
La locomotora HXD1D-1898, construida en Zhuzhou, lleva el nombre del primer ministro chino Zhou Enlai. Entró en servicio en mayo de 2015

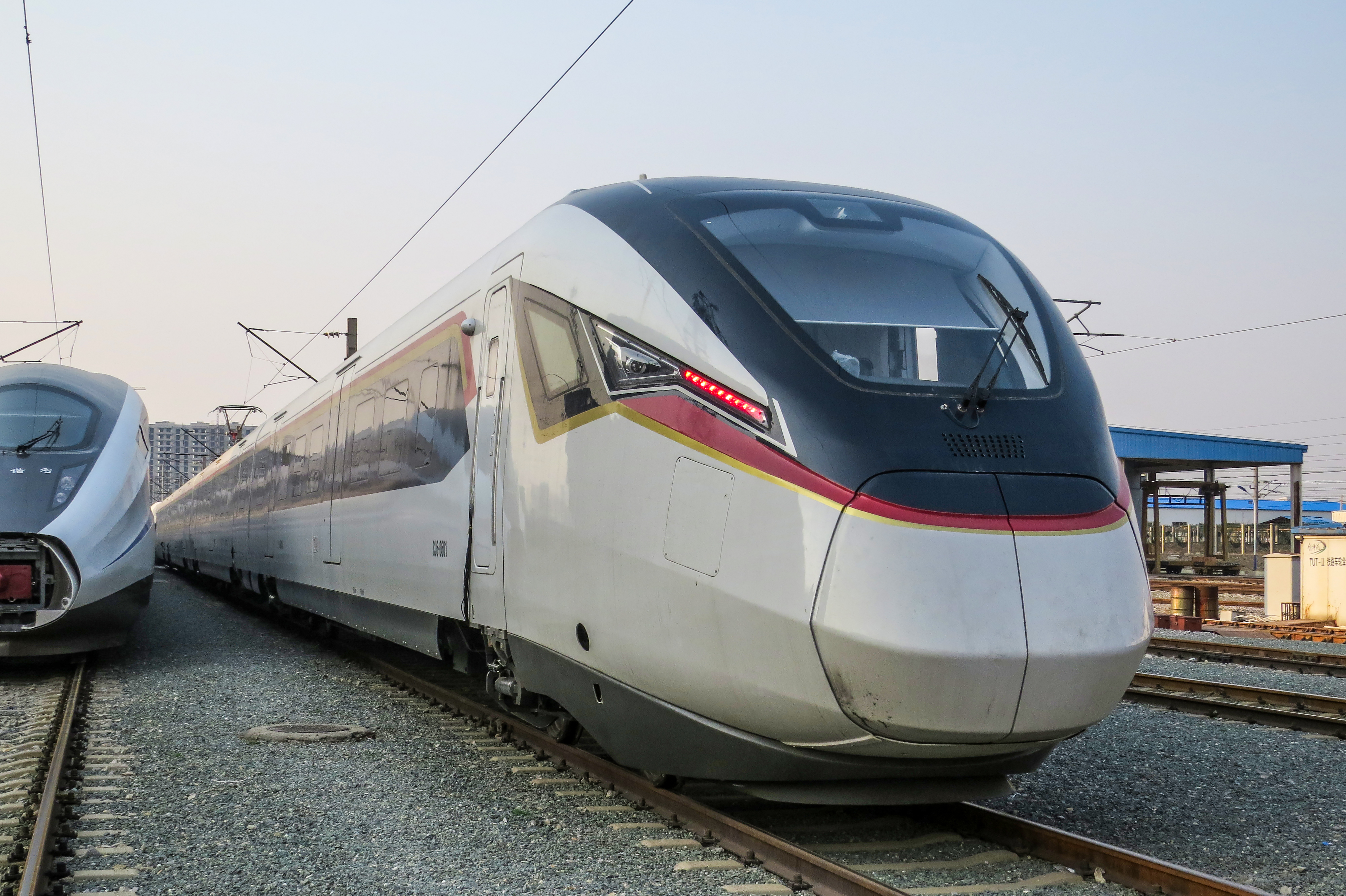
El tren interurbano CJ6-0601, construido en Zhuzhou, alcanza una velocidad de hasta 160 km/h.

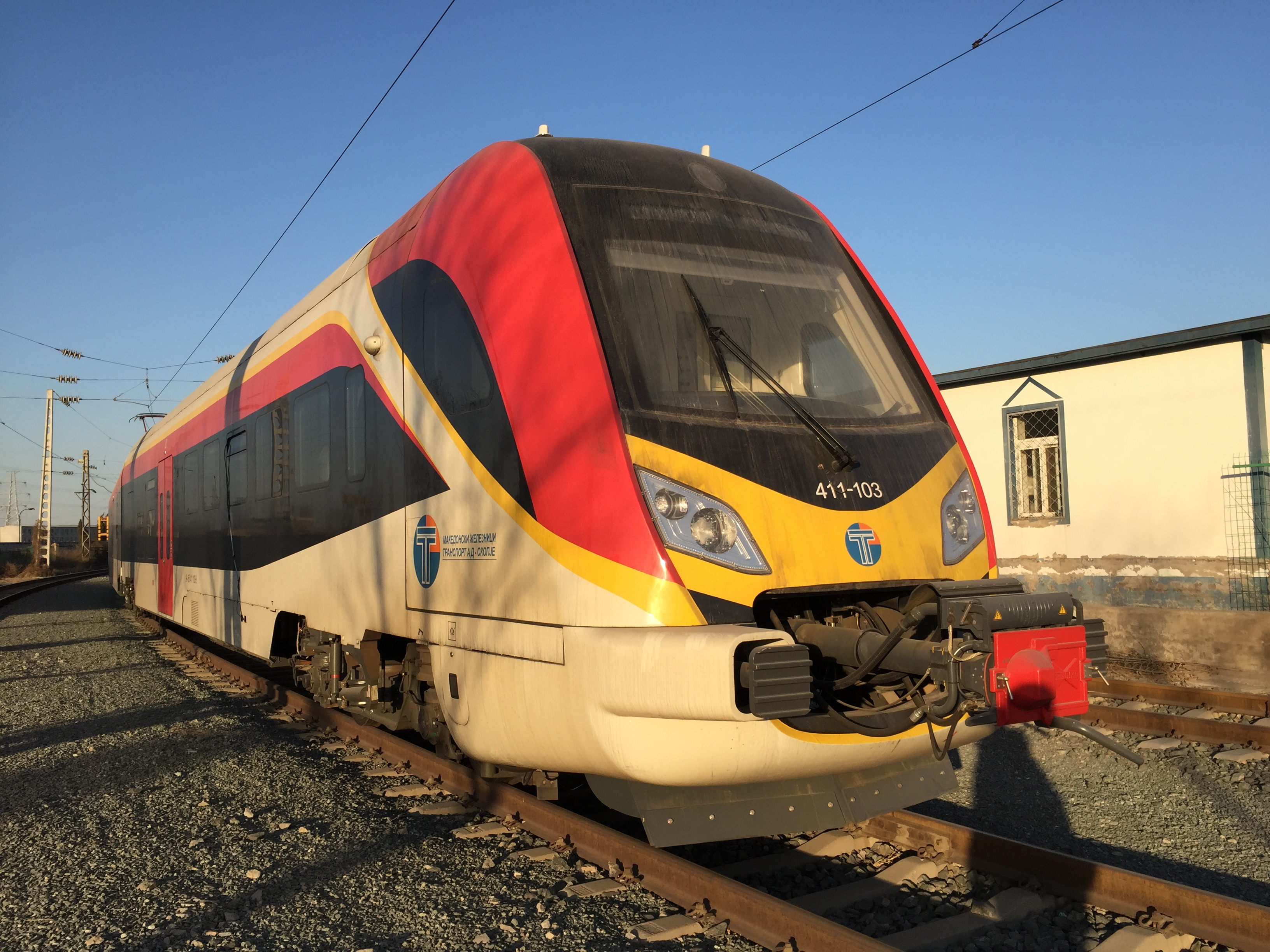
La unidad eléctrica múltiple MŽ 411 construida para Ferrocarriles de Macedonia

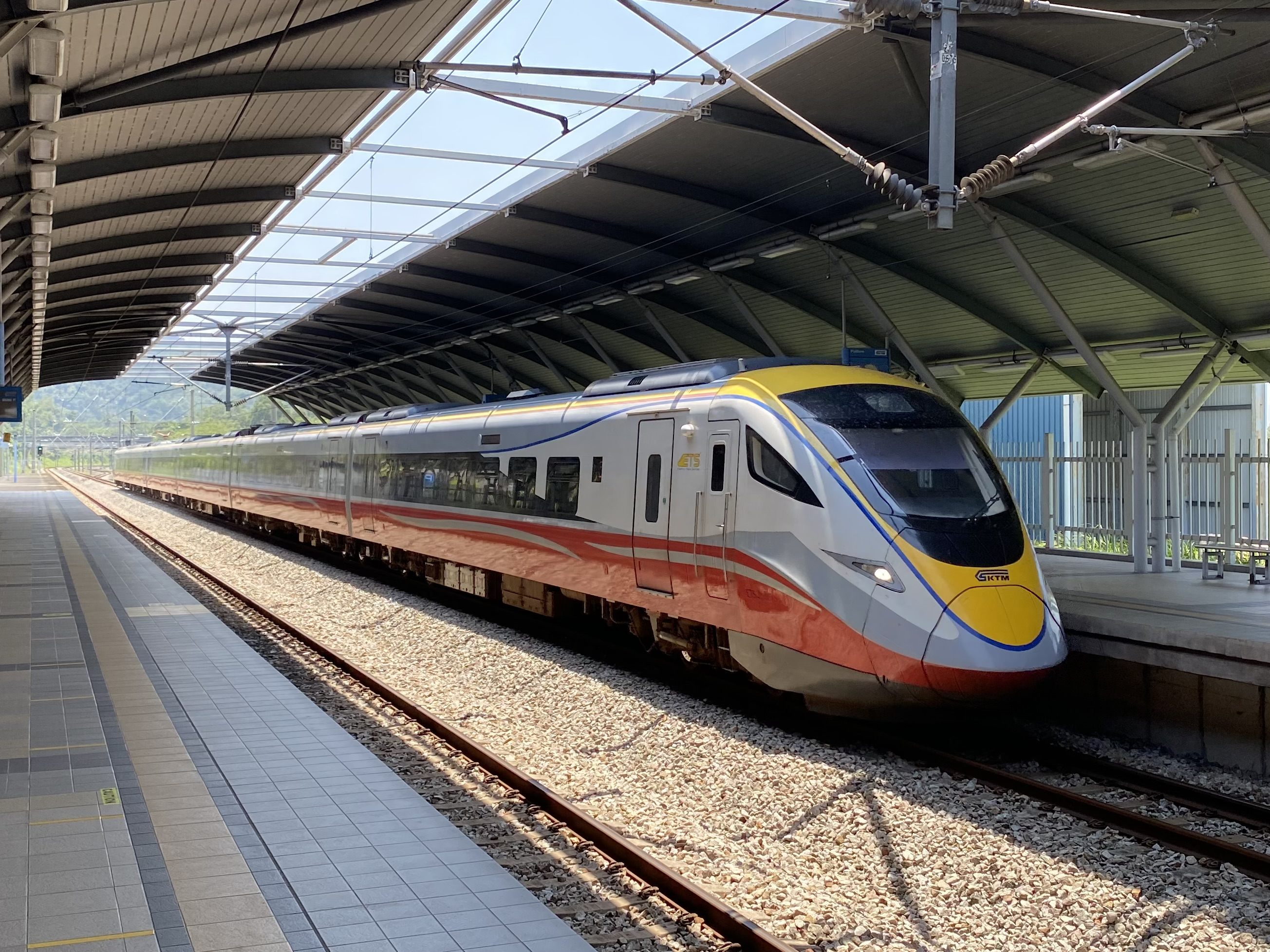
KTM Clase 93 para el KTM ETS

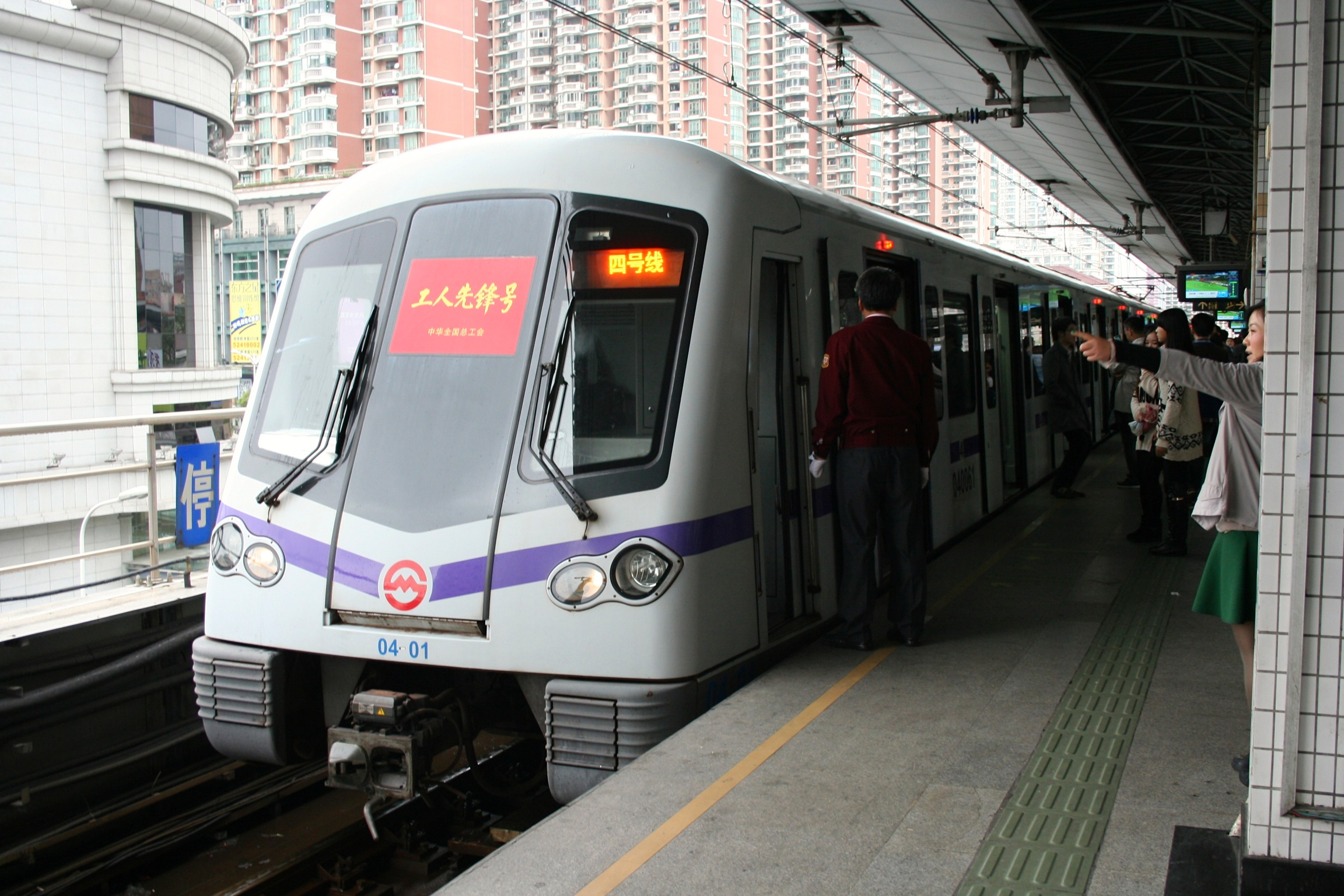
El AC05 del metro de Shanghái es el primer modelo de vagón de metro construido en Zhuzhou

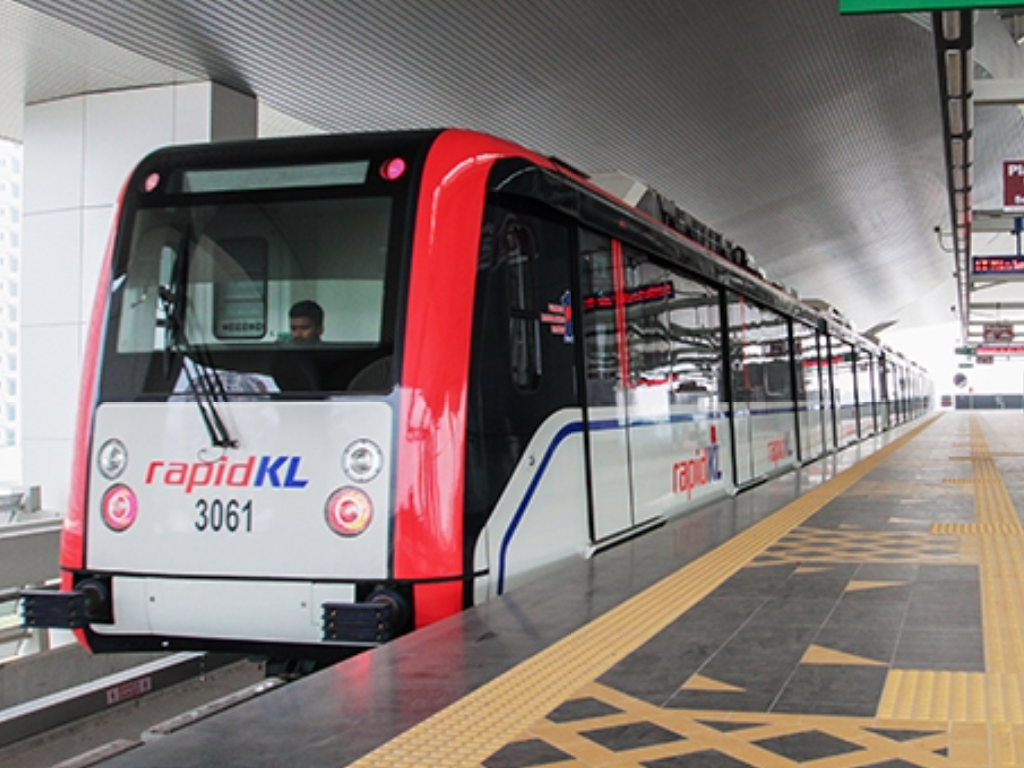
Tren ligero de CRRC Zhuzhou para el metro de Kuala Lumpur

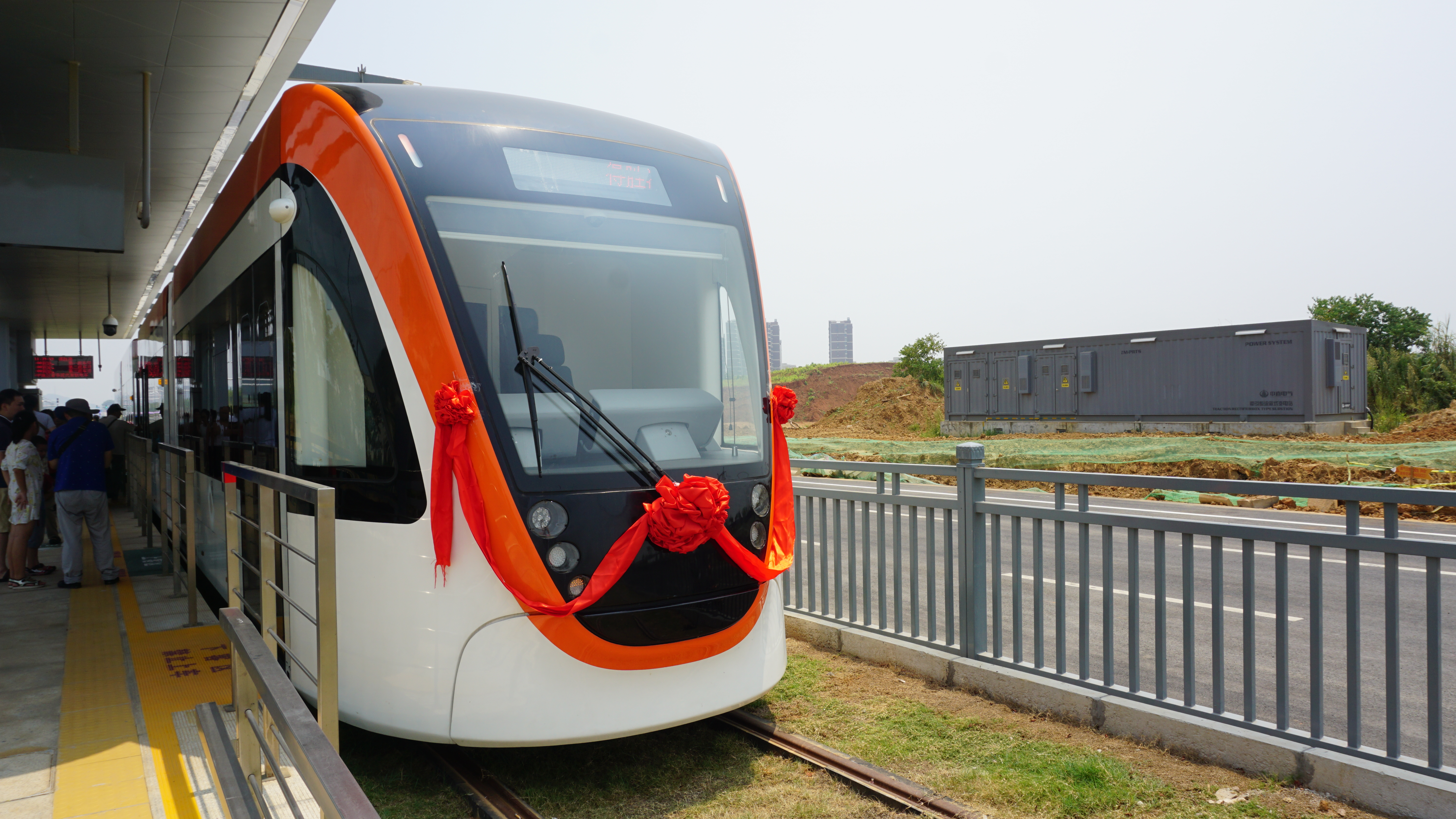
Tranvía Wuhan Auto City T1

### Locomotoras eléctricas
- Locomotoras eléctricas de la serie Shaoshan
  - SS1 inspirado en la locomotora 6Y2 originaria de la URSS (archivado) y Francia
  - SS3 inspirado en una locomotora japonesa
  - SS4
  - SS5
  - SS6 - SS6B
  - SS8
  - SS9
- Locomotoras eléctricas de control VVVF
  - DJ "Gofront"
  - DJ1
  - DJ2 "Olympic Stars"
  - HXD1 licenciada por Siemens
  - HXD1B
  - HXD1C
  - HXD1D
  - HXD1G
- Productos de exportación
  - TM1 (Irán)
  - TM2 (Irán)
  - TM3 (Irán)
  - Locomotora eléctrica tipo O'ZY (Uzbekistán)
  - KZ4A (Kazajistán)

### Trenes interurbanos
- DJJ1 "Blue Arrow" (archivado)
- DJJ2 "China Star" (archivado)
- CJ6
- Ferrocarril interurbano Changsha-Zhuzhou-Xiangtan
- KTM Clase 92 (Malasia)
- KTM Clase 93 (Malasia)
- MŽ 411 para Ferrocarriles de Macedonia
- Locomotoras eléctricas TFR clase 20E AC/DC (Sudáfrica)[4]
- Leo Express
- Línea ferroviaria de la costa este de Malasia

### Metro
- Metro de Shanghái (Línea 1 (1.ª generación), Línea 2, Línea 4, Línea 11, Línea 16, Línea 18)
- Metro de Guangzhou (Línea 2, Línea 3, Línea 7, Línea 8, Línea 9, Línea 14, Línea 21)
- Metro de Shenzhen (Línea 1, Línea 2, Línea 5, Línea 8, Línea 11, Línea 16)
- Metro de Wuhan: coches tipo B (Línea 1, Línea 2, Línea 4); coches tipo A (línea 6, línea 7, línea 8 y línea 11) en el distrito de Jiangxia, cerca de Wuhan. La línea Yangluo utilizará los mismos coches tipo A.
- Metro de Ningbo: líneas 1, 2, 3, 4 y 5
- Metro de Kunming: líneas 1, 2, 3 y 6
- Líneas 1, 2 y 5 del metro de Zhengzhou
- Metro rápido de Gurgaon
- Líneas 1, 2, 3 y 4 del metro de Changsha
- Línea 1 del metro de Wuxi
- La línea naranja del metro de Lahore. Los trenes se componen cada uno de cinco vagones[5] y están automatizados y sin conductor.[6] Un conjunto estándar de tren chino "tipo B" que consta de 5 vagones con 4 puertas cada uno,[7] con carrocería de acero inoxidable e iluminado por luces led.[8] Cada coche tiene una capacidad nominal de 200 pasajeros sentados y de pie a una densidad media de 5 personas por metro cuadrado con 20% de pasajeros sentados y 80% de pie.[8] Se han pedido un total de 27 trenes con 135 vagones para el sistema,[9] a un costo de mil millones de dólares.[10] Se espera que un total de 54 trenes estén en servicio para 2025.[10] Los trenes serán propulsados mediante un tercer riel de 750 voltios.[11][10]
- Líneas 1 y 2 del Metro de Nanning
- Línea 1 del metro de Ürümqi
- Línea M11 del Metro de Estambul
- Líneas M1 y M4 del metro de Ankara
- Línea 1 del metro de Navi Mumbai
- Trenes de uso mixto MM-20 de Metrorrey, para las líneas 1, 2 y 3, compartiendo vía férrea con las series anteriores MM-90X de Concarril/Bombardier, MM-93 de CAF, MM-05 de Bombardier y MM-U3 de SIEMENS-Duewag (trenes de la serie SIEMENS-Duewag 80U3, renovados del metro de Frankfurt).
- Metro de la Ciudad de México: los trenes de la línea 1 modelo NM-22, parte de un contrato que implica la construcción de 30 trenes (de los cuales 29 se construirán en una nueva instalación en el estado de Querétaro), que incluye además la remodelación completa de la línea 1 con la ayuda de Coalvi y Siemens que proporcionarán el sistema CBTC, equipos de señalización y nuevas vías férreas. Esta es la primera vez que CRRC Zhuzhou Locomotive fabrica un tren de rodadura neumática.

### Tren ligero
- Línea 1 del metro de Esmirna
- Línea 3, Línea 4 y Línea 11 del Metro de Kuala Lumpur
- Tranvía de Huai'an, China
- Tranvía de Shenzhen, China
- Auto City tram T1 en Wuhan - 21 coches con Siemens[12]
- Tren ligero de la Ciudad de México - 9 trenes  [13]

### Levitación magnética
- Changsha Maglev